# Bödeháza
Bödeháza je vas na Madžarskem, ki upravno spada pod podregijo Lenti Županije Zala.